# 防犯診断士
防犯診断士（ぼうはんしんだんし）とは特定非営利法人 日本防犯診断士協会が、防犯に関する基礎知識と技術を有し､ 防犯器材やシステムの構造･機能等の知識を有し､それらの設計の技術を有し､防犯設備の施工､維持 管理の知識及び技術を有し､ 関係法令についての知識を有する者に発行する民間資格である。

## 受験資格
- 防犯診断士養成講座終了者､又は業務経歴等により理事長が認めた者。

- 下記に該当する者は受験できない。
  - 禁固刑以上の刑に処せられ､ 終了後3年に達しない者
  - 18歳未満の者
  - 成年被後見人、被保佐人
  - 精神病､アルコール、麻薬、大麻、覚せい剤などの中毒者
  - お金儲けだけを目的とする者
  - 犯罪を計画している、行っている者

## 資格試験

### 在宅講習の場合
- 随時受付け
  - 教本、教材、テキスト、テープなど講習セット一式を自宅へ送付。
- 認定試験
  - 希望者には、教材が配送されてから15日以内に実施。

### 講座参加の場合
- 資格取得セミナー開催日
  - 毎月、第三土・日曜日（変更あり）朝 10：00～19：00（8時間×2日間）
- 認定試験
  - セミナー受講後、希望者に実施。